# Formati di videoregistrazione minori
La storia della videoregistrazione registra un certo numero di formati, alcuni dei quali tecnicamente molto interessanti, che tuttavia non hanno avuto successo commerciale, in parte per l'alto costo, in parte perché non compatibili con gli standard già esistenti.

## I sistemi Akai

### Akai 1/4 pollice
La giapponese Akai sviluppò nel 1967 un sistema su nastro magnetico da 1/4 di pollice, a bobina aperta, dotato anche di una telecamera portatile, per il mercato allora nascente del video domestico. Questo sistema, chiamato semplicemente 1/4 pollice Akai, era dotato di alcune opzioni, come un monitor separabile e un modulatore RF per riprodurre il video direttamente su un televisore.
I primi modelli, il VTS-100 del 1967 e i successivi VTS-110 e VTS-120, erano in bianco e nero, mentre il VTS-150, apparso nel 1974, poteva registrare video composito a colori.

#### Specifiche tecniche
- Velocità del nastro: NTSC - 254.27 mm/s, PAL o SÉCAM - 217.97 mm/s
- Durata della registrazione (bobina aperta da 5 pollici): 26 o 30 minuti
- Risoluzione orizzontale: 230 linee
- Rapporto segnale/rumore: superiore a 40 db
- Una traccia audio
- Una Control track

### Akai VK
Il formato VK fu sviluppato alla fine degli anni settanta. Progettato per l'uso portatile, usava videocassette con nastro da 1/2 pollice, molto simile a quelle del Betamax, con una durata della registrazione di 30 minuti. Ereditate dal sistema da 1/4 pollice, rimangono il monitor distaccabile e il modulatore RF. I modelli VTS-300 e VT-350 erano in bianco e nero, mentre un modello a colori fu messo in vendita come VT-400.
Nonostante le buone caratteristiche tecniche, il formato VK non diede buoni risultati commerciali. Il limite della registrazione di 30 minuti, a quanto pare, è sempre un limite per gran parte dei formati rivolti a un'utenza domestica.

## Gli standard EIAJ
Lo standard EIAJ-1 (Electronic Industries Association of Japan) fu sviluppato nel 1969 da un insieme di industrie elettroniche giapponesi. Fu il primo tentativo di una piattaforma standard di videoregistrazione, orientata al mercato professionale e industriale, allo scopo di superare le incompatibilità dei formati proprietari che non rendevano possibile lo scambio delle singole registrazioni.
Lo standard EIAJ-1 incontrò una buona diffusione in aziende, scuole, agenzie governative e ospedali. Il costo accessibile e la versatilità degli apparecchi fecero sì che il formato venisse adottato anche da alcune stazioni televisive nei primi anni 70.
Dal punto di vista tecnico, il formato usava un nastro magnetico da 1/2 pollice in bobine aperte, con macchine sia portatili che per uso fisso. Inizialmente in bianco e nero, venne presto sviluppata una versione a colori del formato.
La versione EIAJ-2 è identica dal punto di vista tecnico, ma prevede nastri in cartuccia con la singola bobina debitrice, mentre quella raccoglitrice è integrata nell'apparecchio.